# I See Monstas
I See MONSTAS – brytyjski zespół muzyczny tworzący muzykę dubstepową, zawierającą elementy soulu i R&B. Został założony w 2012 roku. W skład wchodzą producenci Rocky i Rufio oraz wokalista Bryn Christopher. Grupa do 2013 roku znana była pod nazwą MONSTA.

## Dyskografia
EP
- Monsta (2012)
- Evolution EP (2013)

Single
- "Holdin' On" (2012)
- "Messiah" (2013)
- "Evolution" (2013)
- "Circles" (2014)
- "XXX" (2015)
- "Deeper Love" (oraz Botnek) (2015)

Remiksy
- Skylar Grey - "Dance Without You" (2011)
- Labrinth - "Last Time" (2012)
- Zedd - "Spectrum" (feat. Matthew Koma)
- Tinie Tempah - "Trampoline" (feat. 2 Chainz) (2013)
- Ellie Goulding - "Hanging On" (2014)
- Steve Angello - "Wasted Love" (feat. Dougy) (2014)
- Above & Beyond - "All Over the World" (feat. Alex Vargas) (2015)